# Lucie Vondráčková
Lucie Vondráčková, född 8 mars 1980 i Prag, är en tjeckisk skådespelerska och sångerska. Vondráčková har disputerat i kulturvetenskap. Hon har bland annat medverkat i filmen Snowboarďáci som prisbelönades med det tjeckiska film- och TV-priset Český lev.
Som sångerska har Vondráčková bland annat uppmärksammats i Tjeckien för sin sång Strach.

## Filmografi
- Labyrint (2009)
- Strážce duší: Neviditelný zabiják (2009)
- Bathory (2008)
- Mr. Johnson (2008)
- Kvaska (2007)
- Last Holiday (2006)
- The Fine Art of Love: Mine Ha-Ha (2005)
- Joan of Arc (2005)
- Modrý Mauritius (2004)
- Křesadlo (2004)
- Snowboarďáci (2004)
- Post coitum (2004)
- Sins of the Realm (2003)
- O víle Arnoštce (2002)
- Bájecná show (2002)
- Kozené slunce (2002)
- Ta třetí (2002)
- Královský slib (2001)
- Na zámku (2000)
- Šmankote, babičko, čaruj! (1999)
- Nejasná zpráva o konci světa (1997)
- Hrad z pisku (1994)
- Heaven's Tears (1994)